# Herència lligada al sexe
L'herència lligada al sexe o gonosòmica és aquell tipus herència genètica en la qual, el gen (o gens) que determinen un determinat tret, es troben en el del cromosoma sexual (el cromosoma X en la part no homòloga —la que no recombina en condicions normals— en els mamífers; en el cromosoma Y o en el citoplasma matern). Hom acostuma a diferenciar-la de l'herència autosòmica, tipus d'herència mendeliana clàssica, ja que no segueix distribució homogènia entre els individus i sovint la seva manifestació fenotípica presenta diferències en funció de quin és el sexe cromosòmic de l'individu. Va ser descrita a bastament per Thomas Hunt Morgan en estudis en Drosophila melanogaster.
En aquelles espècies en què el sexe és determinat per la càrrega cromosòmica, entre ells els mamífers, els caràcters que són determinats per gens situats en els cromosomes sexuals són susceptibles de ser transmesos a la descendència de forma desigual i de presentar diferent manifestació segons si la descendència d'un aparellament és femenina o masculina. P.ex.: Els humans tenen 23 parells de cromosomes. Els gens situats en qualsevol de les 22 primers parelles (autosomes) es manifesten per igual en dones com en homes. Ara bé, la parella cromosòmica 23 són els anomenats cromosomes sexuals, ja que són els responsables de la determinació del sexe. En l'espècie humana les dones tenen dos cromosomes X, en canvi els homes tenen un cromosoma X (heretat per part materna) i un cromosoma Y (heretat sempre per part paterna) i que és força més petit que l'X. Tots els caràcters venen determinats, usualment per dos al·lels, excepte aquells que es troben en la regió no homòloga del cromosoma X. Els gens situats en aquesta zona, en el cas dels homes, es manifestaran sempre, tant si són dominants com recessius. En canvi, en les dones els gens recessius només es manifestaran en estat homozigot (els dos al·lels iguals).
Exemples de malalties genètiques lligades a la transmissió recessiva són l'hemofília, el daltonisme, la distròfia muscular de Duchenne i l'acromatòpsia, entre d'altres. En tots aquests casos els homes manifesten l'anomalia en un percentatge més elevat que les dones, ja que la presència del gen recessiu en qüestió, es manifestarà sempre, en no tenir la possibilitat de ser contrarestat el seu efecte per part de l'al·lel normal que és dominant. En dones només ho farà en el cas que els dos al·lels que determinen l'anomalia siguin iguals. Tots ells fills d'un pare afectat per una malaltia lligada al sexe i una mare sana no tindran la malaltia perquè hereten el cromosoma X de la mare, però totes les filles d'esta parella seran portadores si la malaltia és recessiva o afectades si la malaltia és dominant.

## Herència lligada al cromosoma X
En l'herència lligada al cromosoma X els homes no transmeten mai aquest cromosoma als seus fills homes, per tant, només la poden transmetre a les seves filles.

## Herència lligada al cromosoma Y
Els homes sempre transmeten aquest cromosoma Y exclusivament als seus fills homes, per tant, només poden transmetre la informació genètica que va associada a aquest cromosoma als seus fills homes. Les mares mai poden transmetre ni rebre informació genètica lligada a aquest cromosoma, perquè només tenen dos cromosomes X.

## Herència lligada al citoplasma matern
Un cas especial d'herència és l'herència citosòlica que és transmesa exclusivament per banda materna. És el cas dels escassos gens presents en orgànuls cel·lulars (fins a la data cloroplasts i mitocondris). L'herència citosòlica no està lligada als cromosomes nuclears i es produeix també en aquelles espècies que no determinen el sexe mitjançant la càrrega cromosòmica (p. ex.: peixos com el mero). En els humans quan es produeix la fecundació, l'espermatozoide aporta únicament els gens del nucli perquè només penetra la part anterior de l'espermatozoide dins de l'òvul, mentre que els orgànuls citoplasmàtics es queden fora i es degraden. Per això, l'ADN mitocondrial del pare no passa mai a la descendència. Cal no confondre l'herència citosòlica amb l'efecte matern.